# Georg Ludwig von Sinzendorf
Georg Ludwig barone von Sinzendorf poi  conte von Sinzendorf-Neuburg (Vienna, 17 giugno 1616 – Vienna, 14 dicembre 1681) è stato un nobile e politico austriaco.
Presidente della Hofkammer imperiale, fu padre di Philipp Ludwig Wenzel von Sinzendorf, cancelliere imperiale per quattro decenni.

## Biografia

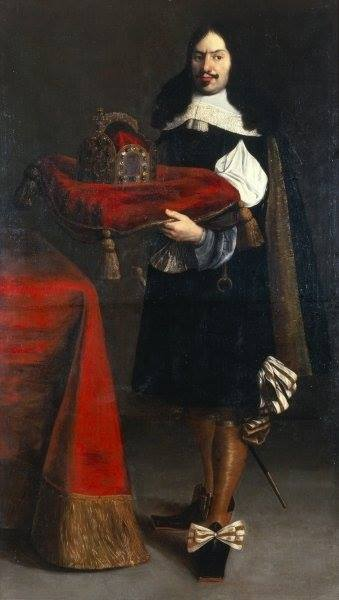
Georg Ludwig von Sinzendorf che porta la corona imperiale, ritratto anonimo del 1653 circa

Membro della nobile famiglia dei Sinzendorf, Georg Ludwig era figlio di Pilgram il Giovane, signore di Sinzendorf dal 1594, e barone di Sinzendorf dal 1610, e di sua moglie, Susana baronessa von und zu Trauttmansdorff, signori di Totzenbach. 
Nel 1646 divenne vicepresidente della camera dei conti austriaca. Nel dicembre del 1653, decise di convertirsi al cattolicesimo nel corso della dieta imperiale a Ratisbona. Nel 1656, divenne presidente della Hofkammer (camera dei conti) e presentò in tale carica lo stato delle finanze dell'impero all'imperatore Leopoldo I.
Nel 1654, acquisì la contea di Neuburg e vi fece ampliare il castello locale. Nel 1645, sposò Regina Jörger von Tollet che morì nel 1660. L'anno successivo, sposò la principessa Dorothea Elizabeth dei duchi di Schleswig-Holstein-Sonderburg-Wiesenburg, di appena 16 anni. Dopo l'incendio di Passavia del 1662, fece ricostruire il convento locale dei cappuccini.
In ragione della sua rapida ascesa sociale, Sinzendorf si trovò ben presto di fronte all'accusa di corruzione. Tra le altre cose gli venne contestato l'aver prodotto monete false presso il castello di Wernstein. Nel 1679, diede alle stampe una linea di condotta generale per i tredici membri della camera dei conti imperiale, ma lo scandalo di Sinzendorf era ormai stato scoperto.
Durante il processo, per non andare incontro all'accusa di spergiuro essendo ormai evidenti le sue accuse, von Sinzendorf venne condannato al pagamento della somma di due milioni di fiorini per frode, contraffazione e corruzione. Per grazia imperiale pagò solo tre quarti dell'intera somma, ma venne costretto a vendere numerosi suoi beni per poter pagare la somma impostagli. Christoph Ignaz Abele, che aveva contribuito alla sua caduta, divenne dopo di lui il presidente della Hofkammer.
Su richiesta di sua moglie Dorothea Elizabeth, ottenne il permesso di rimanere agli arresti domiciliari presso una delle use residenze a scelta, malgrado la condanna all'esilio. Suo figlio primogenito, Christian Ludwig, morì a sedici anni nel corso della battaglia di Mohács del 1687, mentre il suo secondogenito, Philipp Ludwig divenne cancelliere imperiale sotto il regno di Carlo VI del Sacro Romano Impero.